# Eivor Asklin
Eivor Margareta Asklin, född Bergh den 22 maj 1913 i Stockholm, död 28 augusti 1994 i Uppsala, var en central person inom Riksförbundet Sveriges lottakårer, främst i sin roll som riksförbundets generalsekreterare under åren 1967–1972.

## Biografi
Eivor Asklin föddes i en apotekarfamilj i Stockholm, hennes far var Gustaf Bergh, och utbildade sig vid Normalskolan för flickor – en övningsskola för Högre lärarinneseminariet. Hon tog examen 1930. Året därpå studerade hon vid Collège féminin de Bouffémont, en internatskola i Paris där samhällselitens döttrar övades i franska språket, lärde sig att konversera och föra sig i sociala sammanhang. År 1938 gifte hon sig med dåvarande kaptenen vid Svenska flygvapnet Gunnar Asklin (1902–1981), son till grevinnan Louise Lewenhaupt och marin- och provinsialläkaren Victor Asklin. Tillsammans fick de tre barn: Christer och Catharina, samt fostersonen Olle Bergdahl, som kom till familjen Asklin som krigsbarn från Finland under andra världskriget.
År 1947 blev Eivor Asklin medlem i Uppsala flyglottakår, en lokalavdelning till Upplands lottaförbund. Flyglottakåren samlade försvarsfrivilliga kvinnor i Uppsalaområdet för uppgifter inom bland annat luftförsvar, förplägnad, sjukvård och telefoni för flygvapnet. Hon förblev engagerad i flyglottakåren i ett drygt decennium och innehade bland annat poster som förplägnadschef, chef för sociala detaljen och vice kårchef. Samtidigt tjänstegrensutbildade hon sig och tjänstgjorde vid flygvapen- och eskaderövningar. Hon var även chefslotta vid olika militära lottaskolor. Eivor Asklin gick därefter vidare till posten som förbundssekreterare vid Upplands lottaförbund varifrån hon 1962 rekryterades till riksförbundets förbundskansli som informationschef. I samband med detta beskrevs hon i medlemstidskriften Lottanytt som ”en kunnig, energisk och glad lotta som har begåvats med två ovärderliga egenskaper, nämligen förmågan att få kontakt och att sprida trevnad i arbetskretsen”. När hon i mars 1967 efterträdde Berit Berg von Linde som riksförbundets generalsekreterare konstaterade samma tidskrift att Eivor Asklin inte behövde någon närmare presentation eftersom ”hon är känd både inom och långt utanför SLK [Sveriges lottakårer]”.
I sin roll som generalsekreterare var Eivor Asklin administrativ chef över personalen på förbundskansliet och arbetade nära rikslottachefen.
Eivor Asklin innehade posten som generalsekreterare fram till 1972. För sina bidrag till lottarörelsen tilldelades hon detta år bland annat Sveriges lottakårers kungliga förtjänstmedalj i guld samt Kungliga Vasaorden.
Efter det att hon lämnat lottarörelsen fortsatte Eivor Asklin sitt föreningsengagemang dels i Fredrika-Bremer-Förbundets Ängelholmskrets, där hon var ordförande mellan åren 1975 och 1976, dels i Ängelholms konstförening och Uplands konstförening. Hon var sekreterare i den förra mellan åren 1975 och 1978 och i den senare från 1983 och fram till sin död 1994. Makarna Asklin är begravda på Mariefreds kyrkogård.